# Justus (альбом)
Justus — одиннадцатый студийный альбом американской поп-рок-группы The Monkees. Альбом был выпущен после второго воссоединения группы в 1996 году в честь тридцатилетия с образования группы и запуска одноимённого сериала. Также это первый альбом, в создании которого приняли участие все четверо оригинальных участников квартета, с выпуска альбома Head в 1968 году. Это единственный альбом группы, не попавший ни в один музыкальный чарт.

## Список композиций
| №                   | Название                  | Автор(ы)                 | Вокал               | Длительность |
| ------------------- | ------------------------- | ------------------------ | ------------------- | ------------ |
| 1.                  | «Circle Sky»              | Майкл Несмит             | Майкл Несмит        | 3:33         |
| 2.                  | «Never Enough»            | Микки Доленц             | Микки Доленц        | 2:58         |
| 3.                  | «Oh, What a Night»        | Дэви Джонс               | Дэви Джонс          | 3:12         |
| 4.                  | «You and I»               | Микки Доленц, Дэви Джонс | Дэви Джонс          | 2:57         |
| 5.                  | «Unlucky Stars»           | Микки Доленц             | Микки Доленц        | 3:11         |
| 6.                  | «Admiral Mike»            | Майкл Несмит             | Микки Доленц        | 3:23         |
| 7.                  | «Dyin' of a Broken Heart» | Микки Доленц             | Микки Доленц        | 3:09         |
| 8.                  | «Regional Girl»           | Микки Доленц             | Микки Доленц        | 3:16         |
| 9.                  | «Run Away from Life»      | Питер Торк               | Дэви Джонс          | 2:43         |
| 10.                 | «I Believe You»           | Питер Торк               | Питер Торк          | 3:41         |
| 11.                 | «It's My Life»            | Микки Доленц             | Микки Доленц        | 3:41         |
| 12.                 | «It's Not Too Late»       | Дэви Джонс               | Дэви Джонс          | 4:03         |
| Общая длительность: | Общая длительность:       | Общая длительность:      | Общая длительность: | 39:55        |

## Участники записи
- Микки Доленз — вокал, бэк-вокал, перкуссия, гитара, ударные
- Дэви Джонс — вокал, бэк-вокал, акустическая гитара, перкуссия
- Майкл Несмит — вокал, бэк-вокал, гитара, перкуссия
- Питер Торк — вокал, бэк-вокал, гитара, бас-гитара, клавишные, перкуссия